# Strana svobodné Anglie
Strana svobodné Anglie (anglicky Free England Party) byla britská politická strana. Usiluje o nezávislost Anglie na Spojeném království a jejím vystoupení z Evropské unie. Vznikla v roce 2008. O rok později strana zanikla po pokusu části vedení změnit její směřování na etnicko-nacionalistické.